# أرنون تامير
أرنون تامير هو لاعب كرة قدم إسرائيلي في مركز الوسط، ولد في 14 مارس 1986 في كفار عقرون في إسرائيل. لعب مع مكابي نتانيا.